# Kinesisk Taipei ved vinter-OL 2022
Kinesisk Taipeis deltagelse ved vinter-OL 2022 i Beijing, Kina i perioden 4. – 20. februar 2022.

## Deltagere
Følgende er listen over disciplinerne, som repræsenterede deltagere optræder i.
| Sport                | Mænd | Kvinder | Total |
| -------------------- | ---- | ------- | ----- |
| Alpint skiløb        | 1    | 1       | 2     |
| Kælk                 | 0    | 1       | 1     |
| Hurtigløb på skøjter | 0    | 1       | 1     |
| Total                | 1    | 3       | 4     |

## Medaljer
| 2022 Beijing    | Guld | Sølv | Bronze | Total |
| Kinesisk Taipei | -    | -    | -      | -     |

### Medaljevindere
| Kinesisk Taipei under vinter-OL 2022 i Beijing | Kinesisk Taipei under vinter-OL 2022 i Beijing | Kinesisk Taipei under vinter-OL 2022 i Beijing | Kinesisk Taipei under vinter-OL 2022 i Beijing | Kinesisk Taipei under vinter-OL 2022 i Beijing |
| Medalje                                        | Navn                                           | Sport                                          | Event                                          | Dato                                           |
| ---------------------------------------------- | ---------------------------------------------- | ---------------------------------------------- | ---------------------------------------------- | ---------------------------------------------- |
| Guld                                           | -                                              | -                                              | -                                              | -                                              |
| Sølv                                           | -                                              | -                                              | -                                              | -                                              |
| Bronze                                         | -                                              | -                                              | -                                              | -                                              |